# Shem Rodger
Shem Rodger (* 4. Dezember 1988) ist ein neuseeländischer Bahn- und Straßenradrennfahrer.

## Sportlicher Werdegang
Shem Rodger wurde 2006 in der Juniorenklasse neuseeländischer Meister im Punktefahren auf der Bahn. Bei den UCI-Bahn-Weltmeisterschaften 2006 der Junioren belegte er den zweiten Platz in der Mannschaftsverfolgung, gemeinsam mit Jesse Sergent, Westley Gough und Shane Archbold. 2009 gewann er bei den Ozeanienmeisterschaften die Bronzemedaille im Scratch.
Auf der Straße wurde er 2008 Zweiter bei einer Etappe der Tour of Southland. Nachdem der Sieger Kirk O’Bee positiv auf Doping getestet worden war, wurde Rodger der Etappensieg zuerkannt. 2010 war er bei einer Etappe der Tour de Millersburg erfolgreich. Im nächsten Jahr fuhr er für das neuseeländische Continental Team PureBlack Racing, wo er Erster der Gesamtwertung bei der The Hub – EMC2 Bikes Cycle Tour wurde. 2012 gewann Rodger die Tour de Manawatu und 2013 den Rev Classic.

## Erfolge
2006
- Neuseeländischer Meister – Punktefahren (Junioren)
- Weltmeisterschaft – Mannschaftsverfolgung (Junioren) mit Shane Archbold, Westley Gough und Jesse Sergent

2008
- eine Etappe Tour of Southland

## Teams
- 2011 PureBlack Racing
- 2012 BikeNZ PureBlack Racing
- 2013 Node 4-Giordana Racing

## Beruflicher Werdegang
Rodger hat in 2015 ein Masterstudium an der University of Waikato abgeschlossen.